# Hartig (Adelsgeschlecht)

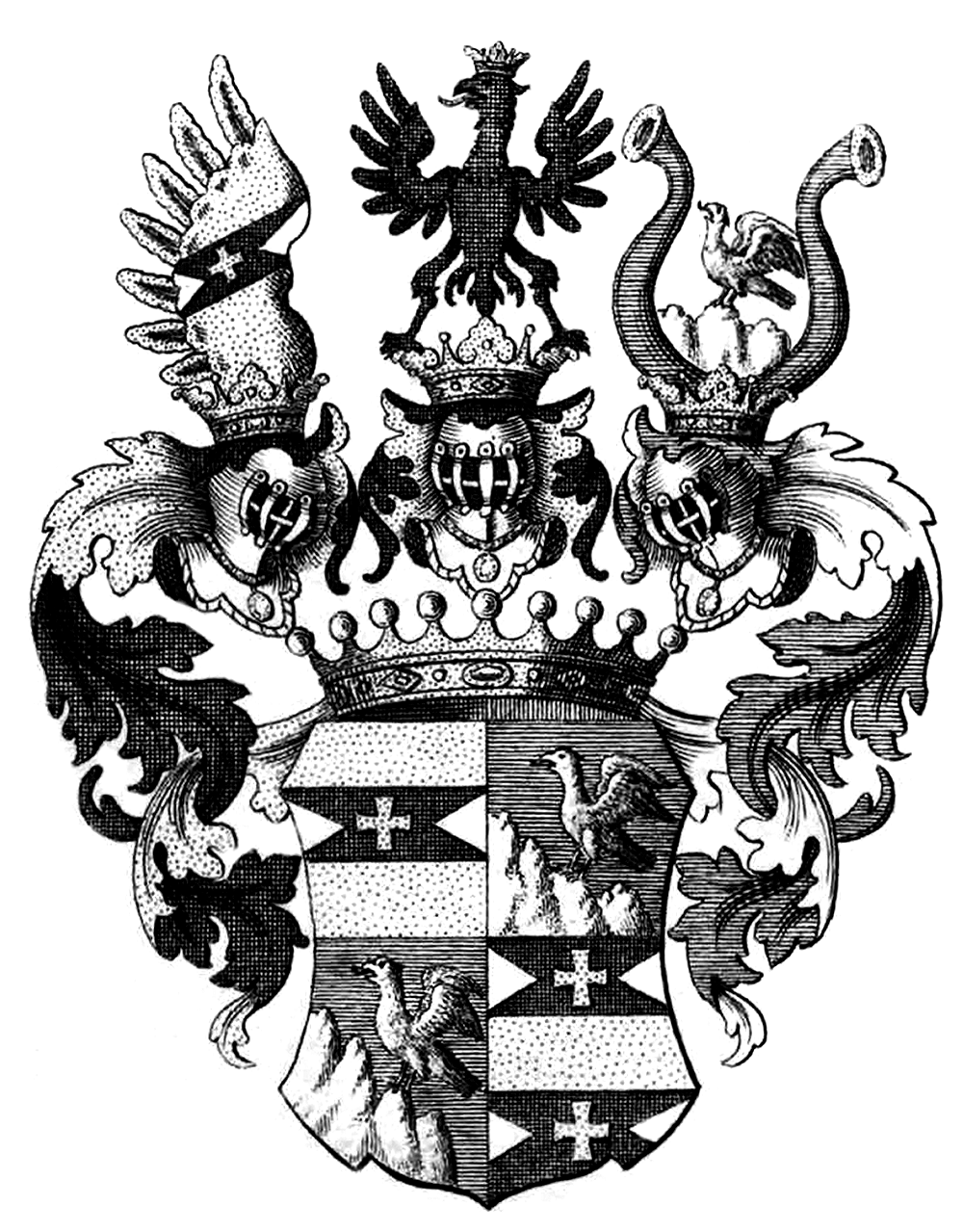
Wappen der Grafen von Hartig ab 1719

Hartig (tschechisch Hartigové) ist der Name eines katholischen, böhmischen, heute österreichischen Adelsgeschlechts schlesischen Ursprungs, dessen direkte Stammreihe mit Martin Hartig (* um 1500 in Eichmannsdorf; † vor 1554), Händler in Löwenberg (Herzogtum Schweidnitz-Jauer), beginnt. Dessen Sohn Jakob Hartig (1534–1607), seit 1561 Bürger in Zittau (Sachsen), war dort Handels- und Ratsherr sowie Kirchenältester. Martins Enkel Johannes Hartig (1573–1632), fürstlich Anhalt-Zerbster und liegnitz-briegscher Leibarzt, erhielt von Kaiser Rudolf II. einen Wappenbrief. Seit 1668 besaß das Geschlecht umfangreiche Besitzungen in der bis 1742 bzw. 1763 böhmischen Grafschaft Glatz.

## Adelserhebungen
Mit einem Wappenbrief wurden die Hartigs am 15. März 1524 begnadigt und am 29. März 1586 in den Stand der Edlen erhoben. Die Kinder des Arztes Johannes Hartig (1573–1632), die Geschwister Johann Jakob († 1645; Stammvater aller hier folgenden Namensträger und venezianischer Leibarzt), Christian und Sibylla Hartig wurden am 15. Oktober 1645 in Linz in den rittermäßigen Reichsadelsstand erhoben. Christian von Hartig ließ von 1651 bis 1654 vom Zittauer Baumeister Valentin das Schloss Althörnitz erbauen, das bis 1771 im Besitz der Familie von Hartig blieb.
Johann Jakobs ältester Sohn Johann Esaias von Hartig erhielt am 27. Juli 1668 in Wien die Bestätigung des rittermäßigen Reichsadelsstandes als böhmischer Ritterstand. Die Reichsadelsbestätigung mit Wappenbesserung erfolgte am 19. Dezember 1668 in Wien für die Geschwister Johann Isaias, Franz Christian, Johann Jakob, Sibylla und Susanna von Hartig. 
Die böhmische Bestätigung des Reichsritterstandes erfolgte am 13. März 1669 in Wien für Johann Esaias Ritter von Hartig als k.u.k. Wirklicher Hofrat und Referendar bei der Böhmischen Hofkanzlei, der auch am 30. Juli 1700 in den böhmischen Alten Herrenstand aufgenommen wurde. Die Erhebung in den Reichsfreiherrnstand folgte am 1. September 1707 in Wien. In der Grafschaft Glatz hatte er 1668 von seiner Cousine Margareta Sachs, geb. von Hartig die Herrschaft Rückers geerbt. Er erwarb 1684 zur Herrschaft Rückers die Kammerdörfer Jauernig, Nerbotin, Löschney, Keilendorf, Tschischney, Kessel und Hallatsch sowie einen Wald, der sich von Rückers bis Passendorf erstreckte. 1685 kam zudem die ganze Herrschaft Koritau in seinen Besitz. Er starb 1708 und die Herrschaft Rückers fiel an seinen jüngsten (vierten) Sohn, den Freiherrn Christoph Cajetan von Hartig.

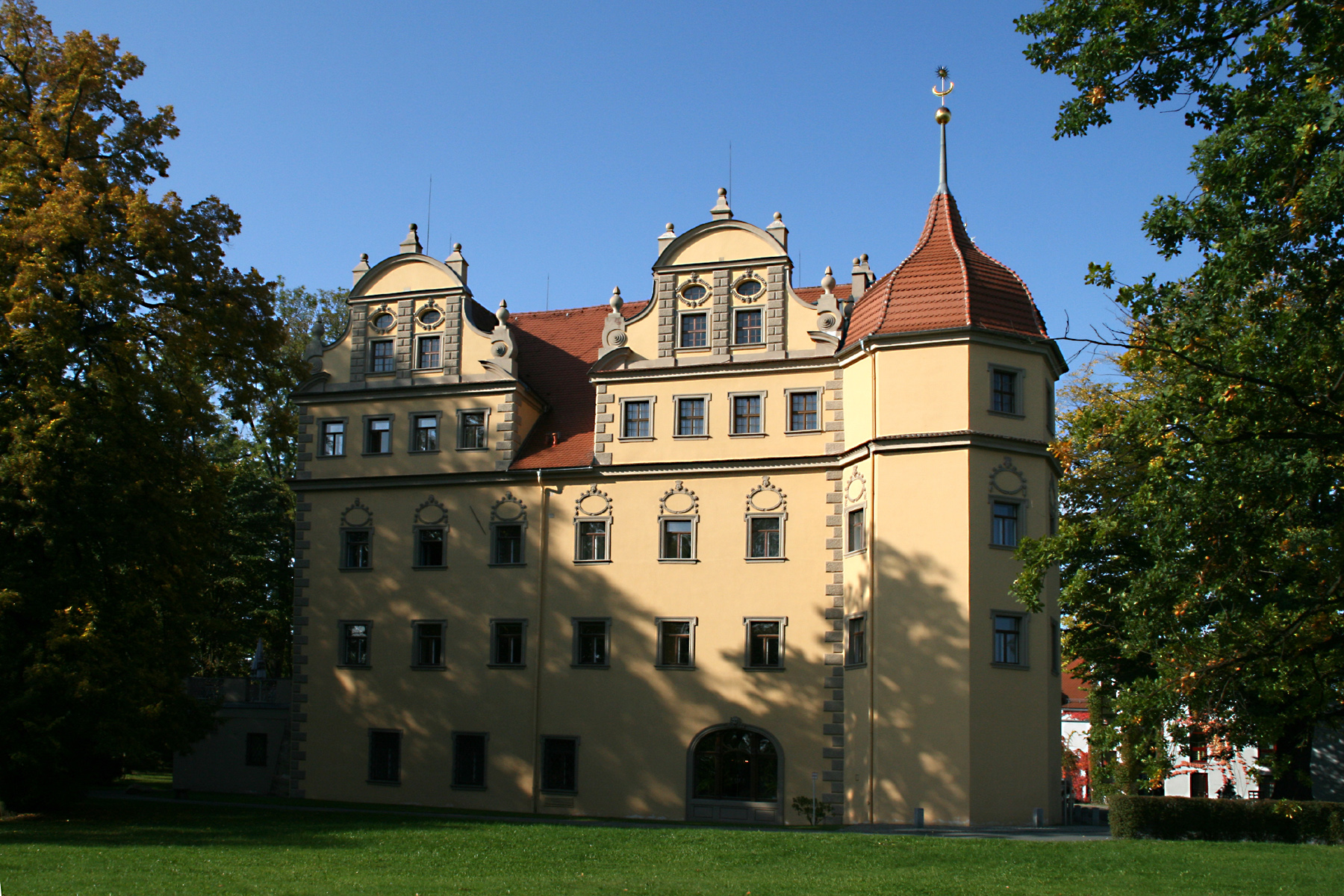
Schloss Althörnitz, Sachsen
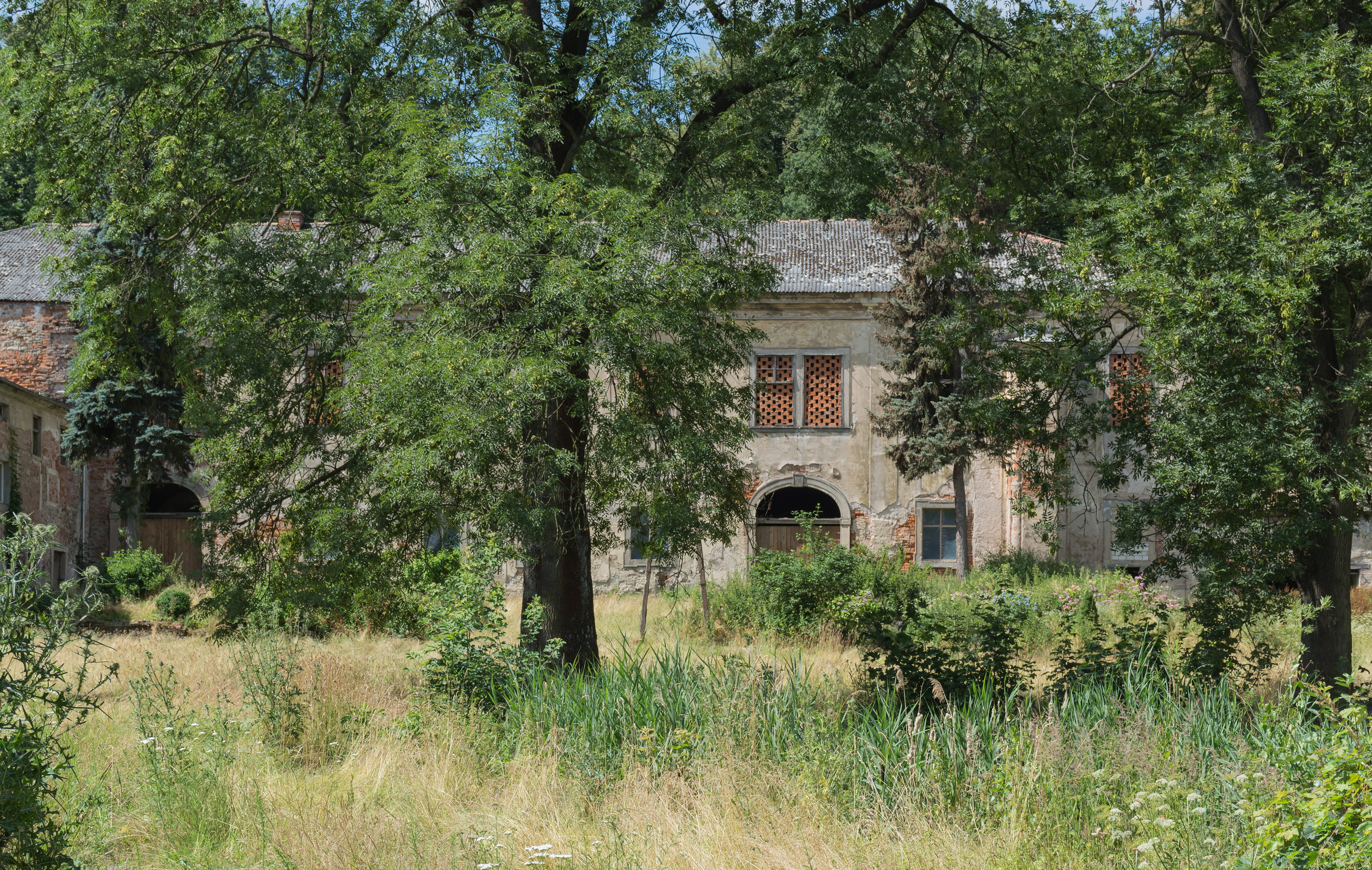
Schloss Koritau, Niederschlesien

Johann Isaias Freiherr von Hartig hinterließ er aus der Ehe mit Anna Katharina Walderode von Eckhausen drei Söhne: Anton Esaias, Johann Hubert und Ludwig Josef. 
Der älteste Sohn, der kaiserliche Wirkliche Reichshofrat Anton Edler von Hartig (1681–1754), wurde am 23. September 1734 in den Grafenstand mit der Anrede „Hoch- und Wohlgeboren“ erhoben und am 10. März 1735 in Wien in den böhmischen Grafenstand aufgenommen. Er war mit Maria Catharina von Hock verheiratet und gilt als Begründer der älteren (österreichischen) Linie. Die Herrschaft Koritau fiel durch gerichtlichen Beschluss 1711 an ihn, woraufhin er das noch heute erhaltene Schloss erbauen ließ. Sein Sohn Anton Casimir von Hartig verkaufte die Herrschaft Koritau 1761.
Der zweitälteste Sohn Johann Hubert Freiherr von Hartig (1683–1718) wurde am 28. Februar 1725 in den böhmischen Grafenstand erhoben und gilt als Begründer der jüngeren, böhmischen Linie der Hartigs. Von seinem jüngsten Bruder Christoph Cajetan, der 1719 ohne Nachkommen verstorben war, erbte er das Gut Rückers. Um 1724 gründete er dort die Kolonie Johannesthal. Nach seinem Tod 1741 erbte seine Tochter Maria Antonia die Besitzungen. Sie war mit dem sächsischen Generalleutnant Reichsgraf Johann Franz von Bellegarde verheiratet und vererbte die Herrschaft Rückers ihren Söhnen Friedrich und Heinrich. Friedrich veräußerte 1784 die Herrschaft Rückers.
Ludwig Joseph Freiherr von Hartig (1685–1735), drittältester Sohn von Johann Isaias und Enkelsohn von Johann Jakob, erhielt am 30. Juli 1711 in Wien die böhmische Bestätigung des Alten Herrenstandes und wurde als Landrechtsbeisitzer im Königreich Böhmen mit Wappenbesserung am 20. Februar 1719 in den böhmischen Grafenstand erhoben. Am 10. März 1732 erfolgte die Erhebung in den Grafenstand mit der Anrede „Hoch- und Wohlgeboren“. Ludwigs Sohn Adam Franz Graf von Hartig (1724–1783) wurde am 16. Juni 1768 zum kaiserlichen Wirklichen Geheimrat erhoben und kurfürstlich böhmischer Reichstagsgesandter in Regensburg. Er heiratete 1752 Maria Theresia Gräfin von Kolowrat-Krakowsky aus Radenin.

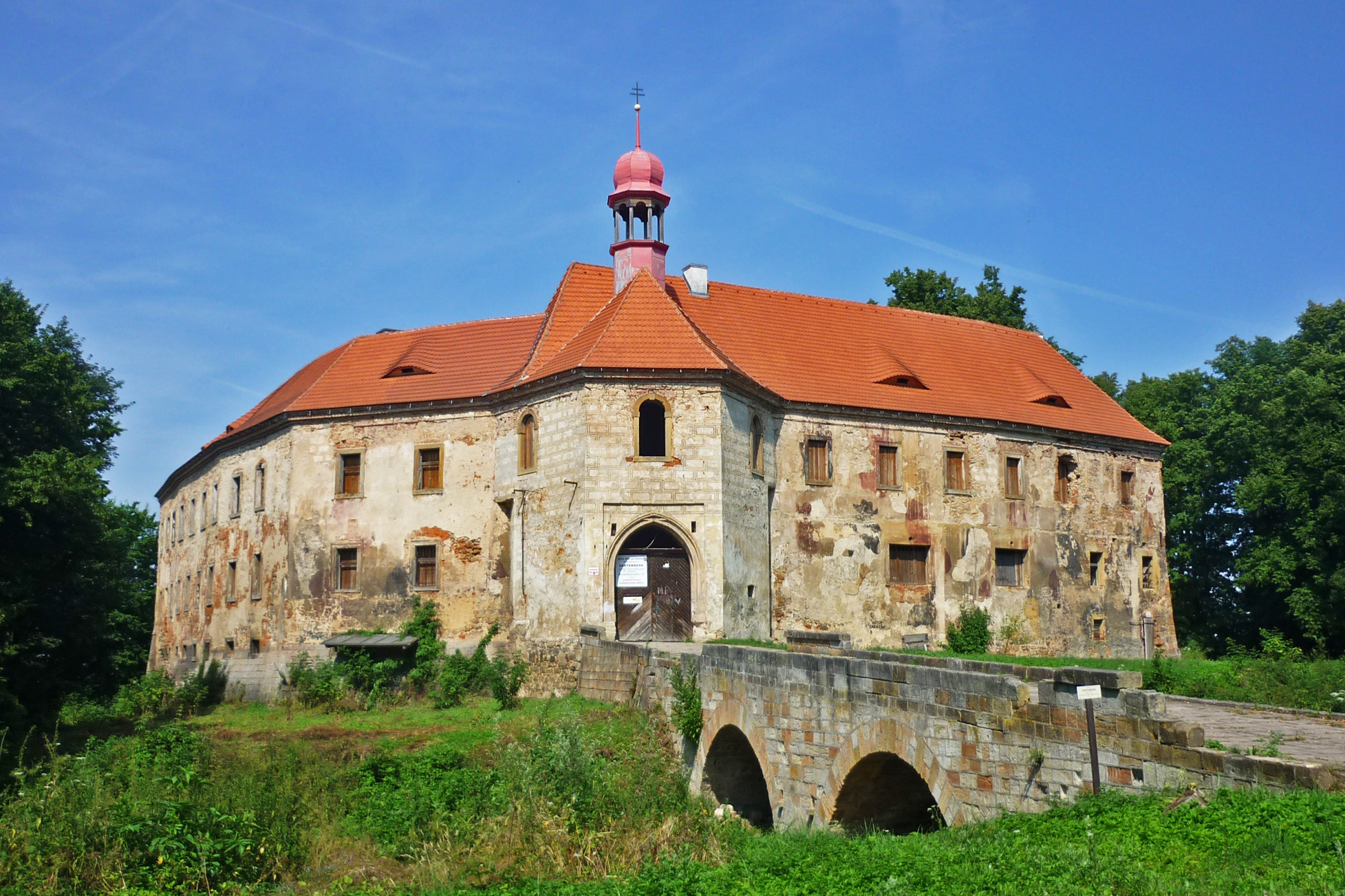
Schloss Vartenberk, Nordböhmen

Sein Sohn war der Diplomat, Historiker, Dichter und Geograph Franz Anton von Hartig (1758–1797), Gutsherr auf Niemes, Wartenberg, Alteiche und Berskowitz. 1783 heiratete er Maria Eleonore Gräfin Colloredo. Deren Sohn Franz Graf von Hartig (1789–1865) war österreichischer Diplomat, Reichsrat, Staats- und Konferenzminister und Publizist. 1810 heiratete er Juliana Gräfin von Grundemann-Falkenberg. Sie hatten zwei Söhne, Friedrich (1818–1877) und Edmund (1812–1883). Mit Abschluss der Bauarbeiten im Schloss Mimoň (Niemes) zogen die Grafen Hartig im Jahr 1830 von Schloss Vartenberk nach Niemes um. Sie nutzen Wartenberg als Gästehaus und Verwaltung des Weinguts. Im Jahr 1922 verkauften die Hartigs Vartenberk. Das baufällige Schloss Niemes wurde 1985 abgerissen.

## Wappen

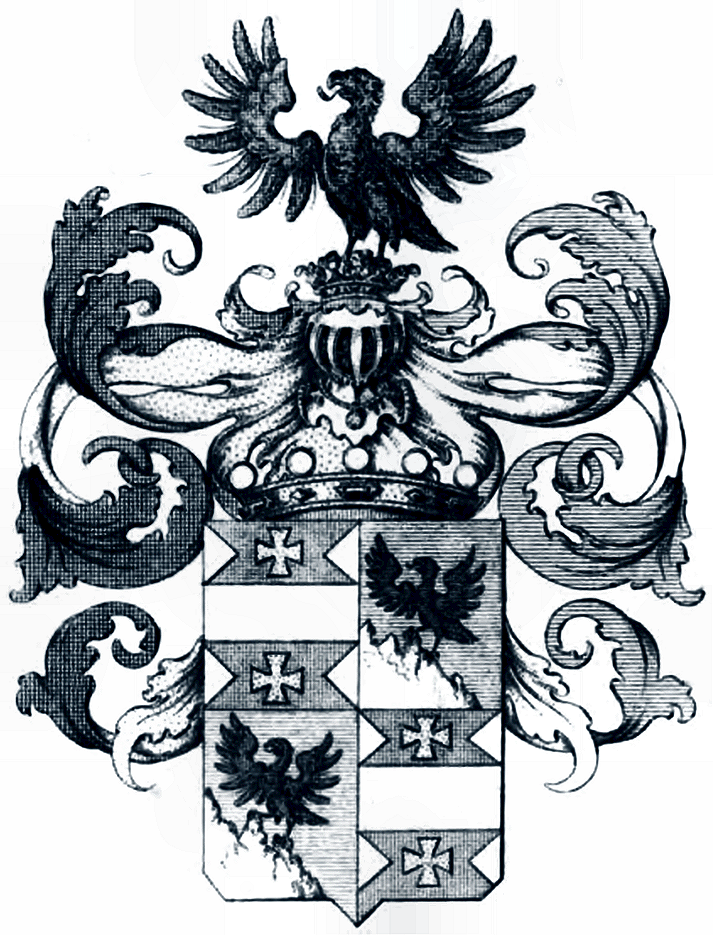
Wappen der Freiherren von Hartig 1700

Das Familienwappen der Grafen von Hartig ist geviert. I. in Gold ein schwarzer Balken, der in der Mitte mit einem goldenen Kreuz und an beiden Seiten mit einer halben silbernen Raute belegt ist.
II. und III. in Blau auf dreispitzigem silbernen Fels ein rechtsgekehrter flugbereiter schwarzer Adler.
IV. in Schwarz ein goldener Balken, darüber und darunter das schwarze Feld wie bei I.
Drei Helme (alle drei bekrönt), auf dem rechten mit schwarz-goldenem Decken ein goldbewehrter schwarzer Adler, auf dem mittleren mit schwarz-goldenen Decken ein wie Feld I. mit schwarzem Schrägrechtsbalken bezeichneter goldener Adlerflügel, auf dem linken mit blau-silbernen Decken der Adler auf dem Felsen zwischen zwei blauen  Büffelhörnern.
Zum vollständigen Wappen gehören noch zwei widersehende golden-bewehrte schwarze Adler als Schildhalter.

## Namensträger
- Adam Franz von Hartig (1724–1783), österreichischer Diplomat
- Adam Ludwig von Hartig (1710–1736), Herr auf Gießhübel, Neudek, Schöbernitz und Priesnitz
- Christian von Hartig (1605–1677), Bürgermeister von Zittau
- Edmund von Hartig (1812–1883), österreichischer Staatsmann
- Franz von Hartig (Pseudonym: Gotthelf Zurecht; 1789–1865), österreichischer Staatsmann und Publizist
- Franz Anton von Hartig (1758–1797), österreichischer Diplomat, Historiker, Dichter und Geograph
- Ludwig Joseph von Hartig (1685–1735), österreichischer Diplomat und kaiserlicher Gouverneur von Böhmen
- Edmund Hartig (1894–1967), österreichischer Wasserrechtsexperte
- Paul von Hartig (1935–2011), österreichischer Botschafter[3]